# Стратосферски балон са гондолом „Волга“
Стратосферски балон са гондолом „Волга“ био је последњи совјетски балон коришћен у експериментима на великим висинама са људском посадом у оквиру пројекта „Волга“. Последњи лет балона, који је лансиран у стратосферу 1. новембра 1962. године са аеродрома у области града Волск (Саратовска област), трагично се завршио смрћу једног од два члана посаде, поковника Дологова Ивановича (вођа ваздухоплова) због оштећење опреме у моменту искакања, и успешним приземљењем другог члана посаде мајора Јевгенија Андрејева.

## Историја
Интересовање за проучавање горњих слојева атмосфере порасло је 1930-их година, када су прва истраживања стратосферским балоном са гондолом, вршена уласком у стратосферу до висине већих од 11 км. За ту намену углавном су поред балона коршћене и херметички затворене, пресуризоване гондоле са посадом и инструментима за истраживање.
Први пут у светској пракси у тако конструсаном стратосферском балону извео је белгијски професор Аугуст Пишар, који се у мају 1931. године попео стратосферским балоном до висине од 15.781 м.
У Совјетском савезу први стратосферски балон под називом „СССР-1“ полетео је 1933. године. Други светски рат прекинуо је даља истраживања., која су настављена у периоду од 1959. до 1962. године када је изграђено неколико стратосферских балона дизајнираних за тестирање свемирских одела и друге заштитне опреме, слетање летелица и падобранских система за безбедно спуштање са великих висине.
У СССР-у је за такве тестове 1960-тих година изводило одељење ОКБ-424 под вођством М. Гудкова, уз помоћ стратосферског балон „Волга”, чија је уска гондола уједно требала да симулирала спуштање свемирске летелице. Из овог систем 1. новембра 1962. године обављен је за оно време рекордан скок падобраном из стратосфере, у оквиру кога је требало тестирато опрему и системе за спасавања падобраном из стратосфере.

## Намена
Стратосферски балон са гондолом „Волга” био је специјално конструисани систем који је коришћен у пројекату „Волга“ за истраживачке активности у оквиру руског ваздухопловног програма. Овим системом 1. новембра 1962. двочлана посада коју су чинили; пуковник Дологов Иванович (вођа ваздухоплова) и мајор Јевгениј Андрејев требало је, назависно један од другог, да обави скокове падобраном из стратосфере уз помоћ специјално конструисане заштитне опреме. Сврха ваздушне експедиције није била проучавање космичког зрачења или висинских ваздушних струја, већ проучавање људских могућности, током скокова падобраном из стратосфере.
Упркос чињеници да је гондола „Волга” конструисана на основу свемирске летелице „Восток”, у пројекату „Волга“ падобранци су била обучена у компензациона висинска одела за велике висине, налик на свемирска одела, овај лет није био повезан са совјетским свемирским програмом. Експеримент је наредио и њим руководило ваздухопловство СССР-а. Током тестова, војска је планирала испита заштитну опрему за спасилачке системе, које је требало да се користе у високолетном извиђачком авиону Јаковљев Јак-25 РВ совјетском млазном пресретачу стреластог крила, конструисаном у бироу Јаковљева 1952. године са циљем да његовим летовима Совјетски Савез заштити северне и источне територије од шпијунских летова НАТО-а.

## Изглед
Стратосферски балон са гондолом „Волга“ чинили су:
Херметизована гондола, или сферна капсуле са великим натписом „СССР“ испод које је шест „паукових" носача са стопама за безбедно приземљење. Капсула је била опремљена уређајима за декомпресију ваздуха кисеоничким босцама и уређај за избацивање надоле, који је требало да омогуће избацивање падобранаца на задатој висини. Својим изгледом она помало подсећа на свемирске модуле за летење из научнофантастичних романа, и требала је да симулирал слетање свемирског брода.
Система ужади, за повезивање гондоле са балоном
Куполе балона, у облику сузе, запремина 72.900 м³ која је надуваном стању била висока око 100 м.

## Последњи лет
Посаду „Волге” чинила су двојица искусних падобранаца пуковник Дологов Ивановић и мајор Јевгениј Андрејев (у то време један од најбољих светских падобранаца), у моменту скока имали су сваки понаособ преко 1.000 скокова, међу којима је било и доста скокова у којима су се борили за сопствени живота, тестирајући многобројне врсте катапулта, падобрана, система веза, падобранских аутомата.
Стратостат је након 2 сата успона достигао максималну висину од 28.640 метара, на којој је владала температура испод -65 0С
Андрејев је први напуститио гондолу балона и његов задатак је био да се са висине од 25.500 метара, без отварања падобрана спусти што ниже земљи, и при томе телом достигне брзину приближну брзини звука. Након Андрејева са висине од 25.600 метара скок је извео Иванович који је требало да тестира падобран са аутоматским отварањем, сопствене конструкције. У стратосферским условима приближно сличним вакууму, то је било врло рискантно јер није постојала адекватна подршка ваздуха за пуњење куполе падобрана.
Скок мајора Јевгенија Андрејева
Руски војни пробни падобранац и херој СССР  мајор Јевгениј Андрејев (1926—2004) у оквиру совјетског космичког програма 1. новембра 1962. скочио је из стратосфере изнад Совјетског града Вољск, са висине од 25.458 метара. Током слободног пада, до отварања стабилизационог падобрана на висини од 958 метара, он се кретао брзином од 900 километара на час. Ово растојање Андрејев је савладо за 4 мин и 30 секунди. Овим скоком он је поставио два светска рекорда; рекорд у дужини слободног пада (24.500 метара) и рекорд у трајању слободног пада (4 мин и 30 сек). Андрејев је за разлику од пуковника Дологова, безбедно слетео у близини града Саратова.
Скок пуковника Долгова Ивановича
Други руски пробни падобранац и херој СССР пуковник Долгов Иванович (1920—1962), који је након мајора Андрејава скочи из исте гондоле, 1. новембра 1962. године, трагично је окончао живот након скока из стратосфере са висини од 25.600 метара. У тест програму „Волга“, он је скочио из специјално конструисане гондоле у свемирском оделу СИ-3М од провидног материјала под повишеним притиском, након чега је следило аутоматско отвараље падобрана и спуштање до земље које је требало да траје 38 минута.
Међутим у моменту напуштања гондоле, Иванович је случајно ударио о оштар клин на кабини и оштети заштитну кацигу. Пре губитка свести и смртног исхода Иванович је имао само толико снаге да активира падобран (и тиме доказао исправан рад свих падобранскох система чију је модификацију предлагао), и ножем из појаса да покуша да пресече траке падобран који се отворио да би се убрзао пад и што пре достигао висину богатију кисеоником, у којој би се могао отворити резервни падобран. Али није имао времена, угушио се, док се његово беживотно тело без икаквих телесних повреда спустилоо до места са којег је полето у старосферу.
Комисија за испитивање удеса закључила је, да је због стварања отвора на заштитној кациги под повећаним притиском, у условима блиским вакууму дошно до експлозивне декомпресије и депресуризације Ивановичеве опреме, што је резултирало декомпресионом повредом и смрћу изазваном мехурићима гаса током хладног кључања крви и хипоксије у условима сниженог парцијалног притиска кисеоника на великим висинама. Иако је падобрански систем радио нормално, скок пуковника Долгова завршио је смртним исходом у ваздуху, пре његовог призељења.